# Amityville (serie di film)

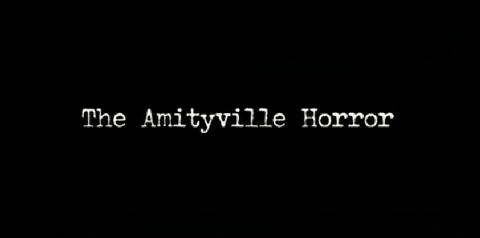
Il logo usato per il film Amityville Horror del 2005

Amityville è una serie cinematografica statunitense di genere horror, basata sui romanzi Orrore ad Amityville e Murder in Amityville scritti rispettivamente dai romanzieri Jay Anson e Hans Holzer, alla fine degli anni settanta. Tali opere furono ispirate dagli eventi realmente accaduti la notte del 13 novembre 1974, presso l'abitazione 112 Ocean Avenue nella costa meridionale di Amityville, a Long Island, ove tale Ronald DeFeo Jr. massacrò tutti i componenti della sua famiglia. 
Amityville Horror rappresenta il primo capitolo della serie (1979), che ha generato in totale 33 film, di cui un prequel realizzato nel 1982 e un remake del 2005, basato sul primo capitolo dal titolo omonimo. 

## Trama
La serie è tratta dai romanzi Orrore ad Amityville (1977) di Jay Anson e Murder in Amityville (1979) di Hans Holzer, a loro volta ispirati da due eventi accaduti in una casa coloniale a tre piani al 112 Ocean Avenue, sulla costa meridionale di Amityville, New York, a Long Island, Stati Uniti. Nel 1974, fu teatro di un brutale omicidio di sei componenti della famiglia DeFeo per mano di uno dei figli, Ronald "Butch", mentre l'anno seguente, la famiglia Lutz, dopo soli 28 giorni di permanenza nella casa, fuggì terrorizzata asserendo che la casa fosse infestata da presenze oscure. Questi eventi produssero altresì una ricca aneddotica sulla ricerca di presunti accadimenti paranormali di carattere demonologico.
Su questo argomento fu realizzata anche una parodia in Bloodbath at the House of Death (1984), film diretto da Ray Cameron ed interpretato da Kenny Everett e Vincent Price.

## Film
| N° | Film                                                                   | Data di uscita    | Distribuzione            | Regista                           | Note                                                                                          |
| -- | ---------------------------------------------------------------------- | ----------------- | ------------------------ | --------------------------------- | --------------------------------------------------------------------------------------------- |
| 1  | Amityville Horror (The Amityville Horror)                              | 27 luglio 1979    | Cinematografica          | Stuart Rosenberg                  |                                                                                               |
| 2  | Amityville Possession (Amityville II: The Possession)                  | 24 settembre 1982 | Cinematografica          | Damiano Damiani                   |                                                                                               |
| 3  | Amityville 3D (Amityville 3-D)                                         | 18 novembre 1983  | Cinematografica in 3D    | Richard Fleischer                 | noto anche con il titolo Amityville III: The Demon                                            |
| 4  | Amityville Horror - La fuga del diavolo (Amityville: The Evil Escapes) | 12 maggio 1989    | Film TV                  | Sandor Stern                      | noto anche con il titolo Amityville Horror: The Evil Escapes o Amityville 4: The Evil Escapes |
| 5  | Amityville - Il ritorno (The Amityville Curse)                         | 7 maggio 1990     | Direct-to-video          | Tom Berry                         |                                                                                               |
| 6  | Amityville 1992: It's About Time                                       | 16 luglio 1992    | Direct-to-video          | Tony Randel                       | noto anche con il titolo Amityville: It's About Time                                          |
| 7  | Amityville: A New Generation                                           | 29 settembre 1993 | Direct-to-video          | John Murlowski                    |                                                                                               |
| 8  | Amityville Dollhouse (Amityville: Dollhouse)                           | 2 ottobre 1996    | Direct-to-video          | Steve White                       |                                                                                               |
| 9  | Amityville Horror (The Amityville Horror)                              | 14 aprile 2005    | Cinematografica          | Andrew Douglas                    | Remake di Amityville Horror (1979)                                                            |
| 10 | The Amityville Haunting                                                | 13 dicembre 2011  | Direct-to-video          | Geoff Meed                        |                                                                                               |
| 11 | The Amityville Asylum                                                  | 3 giugno 2013     | Direct-to-video          | Andrew Jones                      |                                                                                               |
| 12 | Amityville Death House                                                 | 24 febbraio 2015  | Direct-to-video          | Mark Polonia                      |                                                                                               |
| 13 | The Amityville Playhouse                                               | 13 aprile 2015    | Cinematografica limitata | John R. Walker                    | noto anche con il titolo The Amityville Theater                                               |
| 14 | Amityville: Vanishing Point                                            | 1 aprile 2016     | Direct-to-video          | Dylan Greenberg                   |                                                                                               |
| 15 | The Amityville Legacy                                                  | 7 giugno 2016     | Direct-to-video          | Dustin Ferguson e Michael Johnson | Ridistribuito nel 2020 come Amityville Toybox                                                 |
| 16 | The Amityville Terror                                                  | 2 agosto 2016     | Direct-to-video          | Michael Angelo                    |                                                                                               |
| 17 | Amityville: No Escape                                                  | 5 agosto 2016     | Direct-to-video          | Henrique Couto                    |                                                                                               |
| 18 | Amityville: Evil Never Dies                                            | Giugno 2017       | Direct-to-video          | Dustin Ferguson                   | Sequel di The Amityville Legacy, venne ridistribuito nel 2020 come Amityville Clownhouse      |
| 19 | Amityville Exorcism                                                    | 3 gennaio 2017    | Direct-to-video          | Mark Polonia                      |                                                                                               |
| 20 | Against the Night                                                      | 15 settembre 2017 | Cinematografica limitata | Brian Cavallaro                   | noto anche con il titolo Amityville Prison                                                    |
| 21 | Amityville - Il risveglio (Amityville: The Awakening)                  | 28 ottobre 2017   | Cinematografica          | Franck Khalfoun                   |                                                                                               |
| 22 | Amityville: Mt. Misery Road                                            | 31 maggio 2018    | Cinematografica limitata | Chuck e Karolina Morrongiello     |                                                                                               |
| 23 | Il massacro di Amityville (The Amityville Murders)                     | 9 ottobre 2018    | Cinematografica limitata | Daniel Farrands                   | Remake di Amityville Possession                                                               |
| 24 | Amityville Island                                                      | 17 marzo 2020     | Direct-to-video          | Mark Polonia                      |                                                                                               |
| 25 | Amityville Vibrator                                                    | 6 giugno 2020     | Direct-to-video          | Nathan Rumler                     |                                                                                               |
| 26 | Witches of Amityville Academy                                          | 2 ottobre 2020    | Cinematografica limitata | Rebecca Matthews                  | noto anche con il titolo Amityville Witches                                                   |
| 27 | The Amityville Harvest                                                 | 8 ottobre 2020    | Direct-to-video          | Thomas J. Churchill               |                                                                                               |
| 28 | An Amityville Poltergeist                                              | 18 maggio 2021    | Direct-to-video          | Calvin Morie McCarthy             |                                                                                               |
| 29 | The Amityville Moon                                                    | 5 ottobre 2021    | Direct-to-video          | Thomas J. Churchill               |                                                                                               |
| 30 | Amityville Cult                                                        | 7 dicembre 2021   | Direct-to-video          | Trey Murphy                       |                                                                                               |
| 31 | Amityville Vampire                                                     | 14 dicembr 2021   | Direct-to-video          | Tim Vigil                         |                                                                                               |
| 32 | Amityville Scarecrow                                                   | 4 gennaio 2022    | Direct-to-video          | Jack Peter Mundy                  |                                                                                               |
| 33 | Amittyville Uprising                                                   | 11 gennaio 2022   | Direct-to-video          | Thomas J. Churchill               |                                                                                               |
| 34 | Amityville Gas Chamber                                                 | 1º aprile 2022    | Direct-to-video          | Michael Stone                     |                                                                                               |
| 35 | Amityville in Space                                                    | 19 luglio 2022    | Direct-to-video          | Mark Polonia                      |                                                                                               |
| 36 | Amityville Hex                                                         | 9 agosto 2022     | Direct-to-video          | Tony Newton                       |                                                                                               |
| 37 | Amityville In The Hood                                                 | 23 agosto 2022    | Direct-to-video          | Dustin Ferguson                   |                                                                                               |
| 38 | Amityville Karen                                                       | 13 settembre 2022 | Direct-to-video          | Shawn C. Phillips                 |                                                                                               |
| 39 | Amityville Thanksgiving                                                | 8 novembre 2022   | Direct-to-video          | Will Collazo Jr.                  |                                                                                               |
| 40 | Ghosts Of Amityville                                                   | 22 novembre 2022  | Direct-to-video          | Jt Kris                           |                                                                                               |